# Torino FC în sezonul 2016–2017
Sezonul 2016-2017 a marcat al o sută șaselea an de existență al echipei de fotbal Torino FC. Echipa a debutat într-un meci amical cu Benfica pe 27 iulie 2016, câștigând la penaltiuri după ce, în timpul regulamentar, scorul a fost egal (1-1).
Pe 13 august Torino a disputat prima partidă oficială a sezonului cu Pro Vercelli în Coppa Italia, calificându-se cu scorul de 4-1.

## Echipa

### Prima echipă
| Nr. |           | Poziție | Jucător           |
| --- | --------- | ------- | ----------------- |
| 1   | Italia    | P       | Daniele Padelli   |
| 3   | Italia    | F       | Cristian Molinaro |
| 4   | Brazilia  | F       | Leandro Castán    |
| 5   | Italia    | F       | Cesare Bovo       |
| 6   | Ghana     | M       | Afriyie Acquah    |
| 7   | Italia    | F       | Davide Zappacosta |
| 8   | Italia    | M       | Daniele Baselli   |
| 9   | Italia    | A       | Andrea Belotti    |
| 10  | Serbia    | A       | Adem Ljajić       |
| 11  | Argentina | A       | Maxi López        |
| 13  | Italia    | F       | Luca Rossettini   |
| 14  | Spania    | A       | Iago Falque       |
| 15  | Italia    | M       | Marco Benassi     |
| 16  | Suedia    | M       | Samuel Gustafson  |
| 17  | Venezuela | A       | Josef Martínez    |

| Nr. |           | Poziție | Jucător                  |
| --- | --------- | ------- | ------------------------ |
| 19  | Serbia    | F       | Nikola Maksimović        |
| 20  | Italia    | M       | Giuseppe Vives (captain) |
| 22  | Nigeria   | M       | Joel Obi                 |
| 23  | Italia    | M       | Antonio Barreca          |
| 24  | Italia    | F       | Emiliano Moretti         |
| 25  | Serbia    | M       | Saša Lukić               |
| 26  | Brazilia  | F       | Danilo Avelar            |
| 28  | Uruguay   | P       | Salvador Ichazo          |
| 29  | Italia    | M       | Lorenzo De Silvestr      |
| 30  | Italia    | M       | Mattia Aramu             |
| 31  | Argentina | A       | Lucas Boyé               |
| 65  | Italia    | P       | Alfred Gomis             |
| 77  | Grecia    | M       | Panagiotis Tachtsidis    |
| 93  | Albania   | F       | Arlind Ajeti             |

### Schimbări în echipă

#### Veniri
| #  | Poziție  | Jucător               | Venit de la       | Tip      | Perioadă | Sursă |
| -- | -------- | --------------------- | ----------------- | -------- | -------- | ----- |
| 31 | Atacant  | Lucas Boyé            | Newell's Old Boys | Transfer | Vară     |       |
| 93 | Fundaș   | Arlind Ajeti          | Frosinone         | Transfer | Vară     |       |
| 10 | Atacant  | Adem Ljajić           | Roma              | Transfer | Vară     |       |
| 25 | Mijlocaș | Saša Lukić            | FK Teleoptik      | Transfer | Vară     |       |
| 77 | Mijlocaș | Panagiotis Tachtsidis | Genoa             | Transfer | Vară     |       |
| 16 | Mijlocaș | Samuel Gustafson      | BK Häcken         | Transfer | Vară     |       |
| -  | Fundaș   | Luca Rossettini       | Bologna FC 1909   | Transfer | Vară     |       |
| 14 | Atacant  | Iago Falque           | Roma              | Împrumut | Vară     |       |
| -  | Fundaș   | Leandro Castán        | Roma              | Împrumut | Vară     |       |
| -  | Fundaș   | Lorenzo De Silvestri  | Sampdoria         | Transfer | Vară     |       |

#### Plecări
| #  | Poziție | Jucător           | Plecat la | Tip               | Perioadă | Sursă |
| -- | ------- | ----------------- | --------- | ----------------- | -------- | ----- |
| 44 | Fundaș  | Vasyl Pryima      | Frosinone | Contract încheiat | Vară     |       |
| 23 | Portar  | Lys Gomis         | Lecce     | Transfer liber    | Vară     |       |
| 25 | Fundaș  | Kamil Glik        | AS Monaco | Transfer          | Vară     |       |
| 14 | Fundaș  | Alessandro Gazzi  | Palermo   | Transfer          | Vară     |       |
| 27 | Atacant | Vittorio Parigini | Chievo    | Împrumut          | Vară     |       |
| 33 | Fundaș  | Bruno Peres       | Roma      | Împrumut          | Vară     |       |
| 4  | Fundaș  | Pontus Jansson    | Leeds     | Împrumut          | Vară     |       |
| 21 | Fundaș  | Gastón Silva      | Granada   | Împrumut          | Vară     |       |

## Competiți

### Serie A

#### Rezultate
| 21 august 2016Etapa 1 | AC Milan                   | 3-2 | Torino                    | Milano                                                       |  |
| 18:00                 | Bacca 38', 50', 62' (pen.) |     | 48' Belotti 90+1' Baselli | Stadion: San Siro Spectatori: 32.254 Arbitru: Antonio Damato |  |

| 28 august 2016Etapa 2 | Torino                                         | 5-1 | Bologna    | Torino                                                                                 |  |
| 21:00                 | Belotti 28', 38', 89' Martínez 53' Baselli 80' |     | Taïder 32' | Stadion: Stadionul Olimpic "Grande Torino" Spectatori: 17.077 Arbitru: Gianluca Rocchi |  |

| 11 septembrie 2016Etapa 3 | Atalanta                       | 2-1 | Torino     | Bergamo                                                                              |  |
| 21:00                     | Masiello 56' Kessié 82' (pen.) |     | 54' Falque | Stadion: Stadio Atleti Azzurri d'Italia Spectatori: 14.925 Arbitru: Maurizio Mariani |  |

| 18 septembrie 2016Etapa 4 | Torino | 0-0 | Empoli | Torino                                                                                |  |
| 15:00                     |        |     |        | Stadion: Stadionul Olimpic "Grande Torino" Spectatori: 16.403 Arbitru: Daniele Chiffi |  |

| 21 septembrie 2016Etapa 5 | Pescara | 0-0 | Torino | Pescara                                                            |  |
| 20:45                     |         |     |        | Stadion: Stadionul Adriatic Spectatori: 13.703 Arbitru: Luca Banti |  |

| 25 septembrie 2016Etapa 6 | Torino                            | 3-1 | Roma             | Torino                                                                                   |  |
| 12:30                     | Belotti 8' Falque 53' (pen.), 65' |     | Totti 55' (pen.) | Stadion: Stadionul Olimpic "Grande Torino" Spectatori: 19.275 Arbitru: Paolo Tagliavento |  |

| 2 octombrie 2016Etapa 7 | Torino                 | 2-1 | Fiorentina  | Torino                                                                                     |  |
| 18:00                   | Falque 15' Benassi 60' |     | Babacar 84' | Stadion: Stadionul Olimpic "Grande Torino" Spectatori: 21.641 Arbitru: Gianpaolo Calvarese |  |

| 17 octombrie 2016Etapa 8 | Palermo  | 1-4 | Torino                                    | Palermo                                                                  |  |
| 20:45                    | Čočev 5' |     | Ljajić 25', 40' Benassi 45+1' Baselli 50' | Stadion: Stadio Renzo Barbera Spectatori: 15.961 Arbitru: Michael Fabbri |  |

| 23 octombrie 2016Etapa 9 | Torino                         | 2-2 | Lazio                   | Torino                                                                                  |  |
| 15:00                    | Falque 20' Ljajić 90+2' (pen.) |     | Immobile 71' Murgia 84' | Stadion: Stadionul Olimpic "Grande Torino" Spectatori: 21.517 Arbitru: Piero Giacomelli |  |

| 26 octombrie 2016Etapa 10 | Inter Milano    | 2-1 | Torino      | Milano                                                     |  |
| 20:45                     | Icardi 35', 88' |     | Belotti 63' | Stadion: San Siro Spectatori: 36.446 Arbitru: Davide Massa |  |

| 31 octombrie 2016Etapa 11 | Udinese                | 2-2 | Torino                 | Udine                                                                |  |
| 19:00                     | Théréau 60' Zapata 70' |     | Benassi 15' Ljajić 77' | Stadion: Stadio Friuli Spectatori: 19.984 Arbitru: Paolo Tagliavento |  |

| 4 noiembrie 2016Etapa 12 | Torino                                                           | 5-1 | Cagliari       | Torino                                                                                  |  |
| 18:00                    | Belotti 2' Ljajić 11' Benassi 38' Baselli 51' Belotti 59' (pen.) |     | Melchiorri 41' | Stadion: Stadionul Olimpic "Grande Torino" Spectatori: 19.870 Arbitru: Maurizio Mariani |  |

| 20 noiembrie 2016Etapa 13 | Crotone | 0-2 | Torino                  | Crotone                                                                |  |
| 15:00                     |         |     | Belotti 80' Belotti 89' | Stadion: Stadionul Enzo Scida Spectatori: 7.759 Arbitru: Domenico Celi |  |

| 26 noiembrie 201614   | Torino                                | 2–1    | Chievo                                      | Turin                                                                             |  |
| 18:00 CET (UTC+01:00) | Ljajić 13' Falque 35', 38' Castán 65' | Raport | Dainelli 24' · Inglese 85' · Cacciatore 89' | Stadion: Stadio Olimpico Grande Torino Spectatori: 18,530 Arbitru: Daniele Chiffi |  |

| 4 December 201615     | Sampdoria                     | 2–0    | Torino                                             | Genoa                                                                     |  |
| 15:00 CET (UTC+01:00) | Barreto 29', 51' Schick 90+5' | Raport | Rossettini 22' Benassi 58' Barreca 58' Baselli 72' | Stadion: Stadio Luigi Ferraris Spectatori: 19,279 Arbitru: Daniele Orsato |  |

| 11 decembrie 201616   | Torino                 | 1–3    | Juventus                                               | Turin                                                                              |  |
| 15:00 CET (UTC+01:00) | Belotti 16' Castán 35' | Raport | Higuaín 28', 82' Mandžukić 36' Rugani 56' Pjanić 90+2' | Stadion: Stadio Olimpico Grande Torino Spectatori: 26,436 Arbitru: Gianluca Rocchi |  |

| 18 decembrie 201617   | Napoli                                          | 5–3    | Torino                                                                  | Napoli                                                               |  |
| 20:45 CET (UTC+01:00) | Mertens 13', 18' (pen.), 22', 80' Chiricheș 70' | Raport | Rossettini 34', 76' Belotti 58' Moretti 60' Lukić 72' Falque 84' (pen.) | Stadion: Stadio San Paolo Spectatori: 29,221 Arbitru: Daniele Doveri |  |

| 22 decembrie 201618   | Torino                      | 1–0    | Genoa                                        | Turin                                                                            |  |
| 20:45 CET (UTC+01:00) | Castán 44' Belotti 49', 66' | Raport | Muñoz 16' Izzo 71' Ninković 72' Burdisso 85' | Stadion: Stadio Olimpico Grande Torino Spectatori: 16,002 Arbitru: Fabio Maresca |  |

| 8 ianuarie 201719     | Sassuolo                 | 0–0    | Torino                                   | Reggio Emilia                                                                                |  |
| 15:00 CET (UTC+01:00) | Berardi 85' Ragusa 90+2' | Raport | Belotti 65' Valdifiori 76' Baselli 90+2' | Stadion: Mapei Stadium – Città del Tricolore Spectatori: 11,805 Arbitru: Massimiliano Irrati |  |

| 16 ianuarie 201720    | Torino                                                                     | 2–2    | Milan                                                                 | Turin                                                                                |  |
| 20:45 CET (UTC+01:00) | Belotti 21', 50' Benassi 26' Moretti 40' Obi 57' Rossettini 59' Falque 79' | Raport | Locatelli 25' · Romagnoli 45' 89' · Bertolacci 55' · Bacca 60' (pen.) | Stadion: Stadio Olimpico Grande Torino Spectatori: 22,418 Arbitru: Paolo Tagliavento |  |

| 22 ianuarie 201721    | Bologna                           | 2–0    | Torino                         | Bologna                                                                     |  |
| 15:00 CET (UTC+01:00) | Džemaili 38', 43', 83' Destro 63' | Raport | Benassi 45+2' De Silvestri 76' | Stadion: Stadio Renato Dall'Ara Spectatori: 17,820 Arbitru: Davide Ghersini |  |

| 29 ianuarie 201722    | Torino                 | 1–1    | Atalanta                           | Turin                                                                             |  |
| 12:30 CET (UTC+01:00) | Falque 16' Moretti 68' | Raport | Freuler 2' Caldara 62' Petagna 66' | Stadion: Stadio Olimpico Grande Torino Spectatori: 15,565 Arbitru: Antonio Damato |  |

| 5 februarie 201723    | Empoli                                                                                             | 1–1    | Torino                                                    | Empoli                                                                     |  |
| 15:00 CET (UTC+01:00) | Krunić 39' El Kaddouri 42' Mchedlidze 43' Pucciarelli 45+2' Dioussé 50' Bellusci 59' Dimarco 90+3' | Raport | Belotti 11' Valdifiori 33' Baselli 55' Iturbe 80' Obi 86' | Stadion: Stadio Carlo Castellani Spectatori: 7,725 Arbitru: Marco Di Bello |  |

| 12 februarie 201724   | Torino                                                   | 5–3    | Pescara                                                              | Turin                                                                            |  |
| 15:00 CET (UTC+01:00) | Falque 2' Ajeti 9' Belotti 15', 61' Lukić 31' Ljajić 53' | Raport | Stendardo 3' Fornasier 24' Ajeti 73' (o.g.) Benali 75', 83' Coda 90' | Stadion: Stadio Olimpico Grande Torino Spectatori: 14,827 Arbitru: Fabio Maresca |  |

| 19 februarie 201725   | Roma                                             | 4–1    | Torino                          | Roma                                                             |  |
| 18:00 CET (UTC+01:00) | Džeko 10' Salah 17' Paredes 65' Nainggolan 90+1' | Raport | Lukić 56' Benassi 61' López 84' | Stadion: Stadio Olimpico Spectatori: 31,165 Arbitru: Marco Guida |  |

| 27 februarie 201726   | Fiorentina                   | 2–2    | Torino                                 | Florența                                                                     |  |
| 20:45 CET (UTC+01:00) | Saponara 8', 42' Kalinić 38' | Raport | Lukić 27' Benassi 34' Belotti 65', 85' | Stadion: Stadio Artemio Franchi Spectatori: 23,260 Arbitru: Piero Giacomelli |  |

| 5 martie 201727       | Torino                | 3–1    | Palermo                                        | Turin                                                                             |  |
| 15:00 CET (UTC+01:00) | Belotti 73', 76', 81' | Raport | Balogh 27' 78' · Rispoli 30', 33' · Sallai 56' | Stadion: Stadio Olimpico Grande Torino Spectatori: 16,098 Arbitru: Nicola Rizzoli |  |

| 13 martie 201728      | Lazio                                                                                 | 3–1    | Torino               | Roma                                                                 |  |
| 20:45 CET (UTC+01:00) | Lukaku 44' Immobile 56' Milinković-Savić 74' Parolo 86' Keita 87' Felipe Anderson 90' | Raport | Ljajić 38' López 72' | Stadion: Stadio Olimpico Spectatori: 15,000 Arbitru: Paolo Mazzoleni |  |

| 18 martie 201729      | Torino                             | 2–2    | Internazionale             | Turin                                                                         |  |
| 18:00 CET (UTC+01:00) | Baselli 33' Acquah 59' López 90+6' | Raport | Kondogbia 27' Candreva 62' | Stadion: Stadio Olimpico Grande Torino Spectatori: 26,500 Arbitru: Luca Banti |  |

| 2 aprilie 201730       | Torino                                | 2–2    | Udinese                                          | Turin                                                                              |  |
| 12:30 CEST (UTC+02:00) | Rossettini 5' Moretti 70' Belotti 83' | Raport | Kums 9' Jankto 50', 90+1' Angella 54' Perica 68' | Stadion: Stadio Olimpico Grande Torino Spectatori: 17,882 Arbitru: Davide Ghersini |  |

| 9 aprilie 201731       | Cagliari                                                              | 2–3    | Torino                                                                                          | Cagliari                                                              |  |
| 15:00 CEST (UTC+02:00) | Borriello 19' (pen.) Pisacane 31' João Pedro 69' Han Kwang-song 90+5' | Raport | Carlão 18' · Ljajić 33', 43' · Belotti 39' · Acquah 24' 90+1', 53' · Falque 90' · Padelli 90+1' | Stadion: Stadio Sant'Elia Spectatori: 12,103 Arbitru: Gianluca Rocchi |  |

| 15 aprilie 201732      | Torino                                      | 1–1    | Crotone                                     | Turin                                                                             |  |
| 15:00 CEST (UTC+02:00) | Rossettini 43' Belotti 66' (pen.) Lukić 85' | Raport | Cordaz 63' Ceccherini 65' Rosi 69' Simy 81' | Stadion: Stadio Olimpico Grande Torino Spectatori: 18,750 Arbitru: Daniele Doveri |  |

| 23 aprilie 201733      | Chievo                    | 1–3    | Torino                                    | Verona                                                                              |  |
| 15:00 CEST (UTC+02:00) | Pellissier 65' Kiyine 80' | Raport | Ljajić 52' Zappacosta 56', 77' Falque 75' | Stadion: Stadio Marc'Antonio Bentegodi Spectatori: 10,000 Arbitru: Maurizio Mariani |  |

| 29 aprilie 201734      | Torino                | 1–1    | Sampdoria                       | Turin                                                                           |  |
| 20:45 CEST (UTC+02:00) | Avelar 36' Iturbe 78' | Raport | Schick 12' Praet 77' Regini 80' | Stadion: Stadio Olimpico Grande Torino Spectatori: 17,349 Arbitru: Davide Massa |  |

| 6 mai 201735           | Juventus                                          | 1–1    | Torino                                                   | Turin                                                              |  |
| 20:45 CEST (UTC+02:00) | Asamoah 51' Dybala 53' Cuadrado 76' Higuaín 90+2' | Raport | Moretti 13' · Acquah 38' 57' · Molinaro 42' · Ljajić 52' | Stadion: Juventus Stadium Spectatori: 40,462 Arbitru: Paolo Valeri |  |

| 14 mai 201736          | Torino                   | 0–5    | Napoli                                                            | Turin                                                                                  |  |
| 15:00 CEST (UTC+02:00) | Baselli 8' Gustafson 53' | Raport | Callejón 7', 76' Albiol 57' Insigne 60' Mertens 72' Zieliński 78' | Stadion: Stadio Olimpico Grande Torino Spectatori: 24,267 Arbitru: Massimiliano Irrati |  |

| 21 mai 201737          | Genoa                                 | 2–1    | Torino                                                         | Genoa                                                                  |  |
| 15:00 CEST (UTC+02:00) | Rigoni 3', 32' Veloso 49' Simeone 54' | Raport | Rossettini 10' Acquah 36' Lukić 45+2' Ljajić 49', 89' Boyé 80' | Stadion: Stadio Luigi Ferraris Spectatori: 26,106 Arbitru: Marco Guida |  |

| 28 mai 201738          | Torino                                                                              | 5–3    | Sassuolo                    | Turin                                                                              |  |
| 20:45 CEST (UTC+02:00) | Boyé 6', 18' Baselli 22' De Silvestri 45+1' Falque 57' Belotti 79' Rossettini 90+3' | Raport | Defrel 14', 40', 81' (pen.) | Stadion: Stadio Olimpico Grande Torino Spectatori: 16,803 Arbitru: Antonio Rapuano |  |

### Coppa Italia

#### Rezultate
| 13 august 2016Runda celor 32 | Torino                                    | 4–1 | Pro Vercelli  | Torino                                                                               |  |
| 20:30                        | Ljajić 7' Martinez 25' Peres 50' Boyé 87' |     | 56' La Mantia | Stadion: Stadionul Olimpic "Grande Torino" Spectatori: 13.356 Arbitru: Domenico Celi |  |

| 29 novembrie 2016Șaisprezecimi | Torino                                           | 2–1    | Pisa                          | Torino                                                                               |  |
| 21:00                          | Lapadula 49' Kucka 61' Bonaventura 64' Abate 78' | Raport | Belotti 27' · Barreca 57' 87' | Stadion: Stadionul Olimpic "Grande Torino" Spectatori: 13,892 Arbitru: Carmine Russo |  |

### Meciuri amicale
| Dată          | Echipă     | Rezultat | Rezultat       | Rezultat | Marcatori                                 |
| Dată          | Echipă     | Acasă    | Deplasare      | Neutru   | Marcatori                                 |
| ------------- | ---------- | -------- | -------------- | -------- | ----------------------------------------- |
| 27 iulie 2016 | Benfica    |          | 1–1 (7-6 pen.) |          | Vives 11' (o.g.), Ljajic 33'              |
| 2 august 2016 | Ingolstadt |          |                | 1–0      | Belotti 7'                                |
| 4 august 2016 | RB Leipzig |          |                | 0–0      |                                           |
| 6 august 2016 | Hull City  |          |                | 2–1      | Belotti 17', Abel Hernández 24', Bovo 83' |